# Peachliner
| Triebzug der Baureihe 100 in der Wendeschleife bei Tōkadai-higashi |                    |                                 |                                 |
| Streckenlänge: | 7,4 km             |                                 |                                 |
| Stromsystem: | 750 V =            |                                 |                                 |
| Maximale Neigung: | 60 ‰               |                                 |                                 |
| Streckengeschwindigkeit: | 55 km/h            |                                 |                                 |
| Zweigleisigkeit: | ganze Strecke      |                                 |                                 |
| |                    |                                 |                                 |
| Gesellschaft: | Tōkadai Shin-Kōtsū |                                 |                                 |
| \| \| \| Meitetsu Komaki-Linie \| \| \| \| \| \| \| \| \| 0,0 \| Komaki (小牧) \| Komaki (小牧) \| \| \| \| \| \| \| \| 1,3 \| Komakihara (小牧原) \| Komakihara (小牧原) \| \| \| \| \| \| \| \| 2,2 \| Higashi-Tanaka (東田中) \| Higashi-Tanaka (東田中) \| \| \| 3,7 \| Kamisue (上末) \| Kamisue (上末) \| \| \| 5,5 \| Tōkadai-nishi (桃花台西) \| Tōkadai-nishi (桃花台西) \| \| \| 6,5 \| Tōkadai Center (桃花台センター) \| Tōkadai Center (桃花台センター) \| \| \| 7,4 \| Tōkadai-higashi (桃花台東) \| Tōkadai-higashi (桃花台東) \| \| \| \| \| \| |                    |                                 |                                 |
| Tunnelanfang |                    | Meitetsu Komaki-Linie           | Meitetsu Komaki-Linie           |
| Strecke (im Tunnel) |                    |                                 |                                 |
| | 0,0                | Komaki (小牧)                   | Komaki (小牧)                   |
| Strecke von links · U-Bahn-Kreuzung mit Eisenbahn geradeaus oben (Strecke geradeaus außer Betrieb) · Strecke nach rechts (im Tunnel) |                    |                                 |                                 |
| | 1,3                | Komakihara (小牧原)             | Komakihara (小牧原)             |
| Strecke nach links · U-Bahn-Kreuzung mit Eisenbahn geradeaus oben (Strecke geradeaus außer Betrieb) · Strecke quer |                    |                                 |                                 |
| U-Bahn-Haltepunkt / Haltestelle (Strecke außer Betrieb) | 2,2                | Higashi-Tanaka (東田中)         | Higashi-Tanaka (東田中)         |
| U-Bahn-Haltepunkt / Haltestelle (Strecke außer Betrieb) | 3,7                | Kamisue (上末)                  | Kamisue (上末)                  |
| U-Bahn-Haltepunkt / Haltestelle (Strecke außer Betrieb) | 5,5                | Tōkadai-nishi (桃花台西)        | Tōkadai-nishi (桃花台西)        |
| U-Bahn-Haltepunkt / Haltestelle Streckenanfang und Streckenende (Strecke außer Betrieb) (im Tunnel) | 6,5                | Tōkadai Center (桃花台センター) | Tōkadai Center (桃花台センター) |
| U-Bahn-Bahnhof (Strecke außer Betrieb) | 7,4                | Tōkadai-higashi (桃花台東)      | Tōkadai-higashi (桃花台東)      |
| |                    |                                 |                                 |

Der Peachliner (jap. ピーチライナー), formell Tōkadai-Linie (桃花台線, Tōkadai-sen) genannt, war eine Peoplemover-Strecke in der japanischen Stadt Komaki, nördlich von Nagoya in der Präfektur Aichi. Es handelte sich um eine spurgeführte Leitschienenbahn auf Gummireifen. Sie wurde 1991 zur Erschließung der Großwohnsiedlung Tōkadai New Town eröffnet und 2006 stillgelegt. Aufgrund von Planungsfehlern unterschritt die Siedlung die ursprünglich festgelegte Einwohnerzahl deutlich, was dazu führte, dass der Peachliner nie rentabel betrieben werden konnte und einen großen Schuldenberg verursachte.

## Streckenbeschreibung
Die Strecke war 7,4 km lang und mit 750 V Gleichspannung elektrifiziert. Ihr südlicher Ausgangspunkt war der Bahnhof Komaki an der Meitetsu Komaki-Linie. Dort befand sich die Peachliner-Haltestelle über der Melody Plaza, unmittelbar vor dem Hauptzugang zum Tunnelbahnhof der Eisenbahn. Die Trasse verlief zunächst nordwärts parallel zur Bahnlinie bis zum nachfolgenden Bahnhof Komakihara, wo sie in einer engen Kurve nach Osten abbog. Anschließend führte sie entlang der Präfekturstraße 155 durch ein Industriegebiet bis zur südwestlichen Ecke der Tōkadai New Town. Dort wandte sie sich zunächst nach Norden und wenig später nach Südosten. Aufgrund der hügeligen Lage wies die Strecke im Zentrum der Großwohnsiedlung Neigungen von bis zu 60 Promille auf. Die östliche Endstation war Tōkadai-higashi. Fast die gesamte Strecke verlief aufgeständert auf einem Viadukt. Einzige Ausnahme war die Haltestelle Tōkadai Center, wo sie in einem kurzen Tunnel durch einen aufgeschütteten Hügel führte. Der Peachliner war für den Einrichtungsbetrieb konzipiert, weshalb es an beiden Streckenenden je eine Wendeschleife gab; deren Radius betrug 18 Meter in Komaki und 20 Meter in Tōkadai-higashi.

## Geschichte
Ab den späten 1960er Jahren erlebten die Vororte von Nagoya einen markanten Bevölkerungszuwachs. Um die Nachfrage nach Wohnraum zu decken, war der Bau mehrerer Großwohnsiedlungen vorgesehen. Eine von ihnen war die Tōkadai New Town, die auf einem hügeligen Gelände östlich von Komaki entstehen und im Endausbau auf einer Fläche von 322 Hektar bis zu 54.000 Einwohner zählen sollte. Da sie abseits bestehender Bahnstrecken lag, war die Erschließung durch eine Leitschienenbahn vorgesehen, die täglich bis zu 19.500 Fahrgäste befördern sollte. Die Ölkrise von 1973 und die daraufhin wieder sinkende Nachfrage hatten mehrere Verkleinerungen des Projektumfangs zur Folge. Erst 1980 wurden die ersten Wohnungen bezogen und letztlich betrug die maximale Einwohnerzahl etwas mehr als 28.000, ehe sie wieder abzunehmen begann.
Stadt und Präfekturbehörden blieben trotz der verschlechterten Rahmenbedingungen optimistisch und trieben die Planung der Leitschienenbahn voran. Die Bauarbeiten am Viadukt begannen im Dezember 1981, doch infolge finanzieller Engpässe und der nur sehr langsam voranschreitenden Besiedlung kam es wiederholt zu Verzögerungen und Unterbrechungen. Im Januar 1986 musste der vorgesehene Fertigstellungstermin deshalb um fünf Jahre verschoben werden. Schließlich ging die Strecke zwischen dem Bahnhof Komaki und Tōkadai-higashi am 25. März 1991 in Betrieb. Geplant war in einer zweiten Etappe die Verlängerung zum relativ nahe gelegenen Bahnhof Kōzōji an der Chūō-Hauptlinie, doch dazu kam es nie.

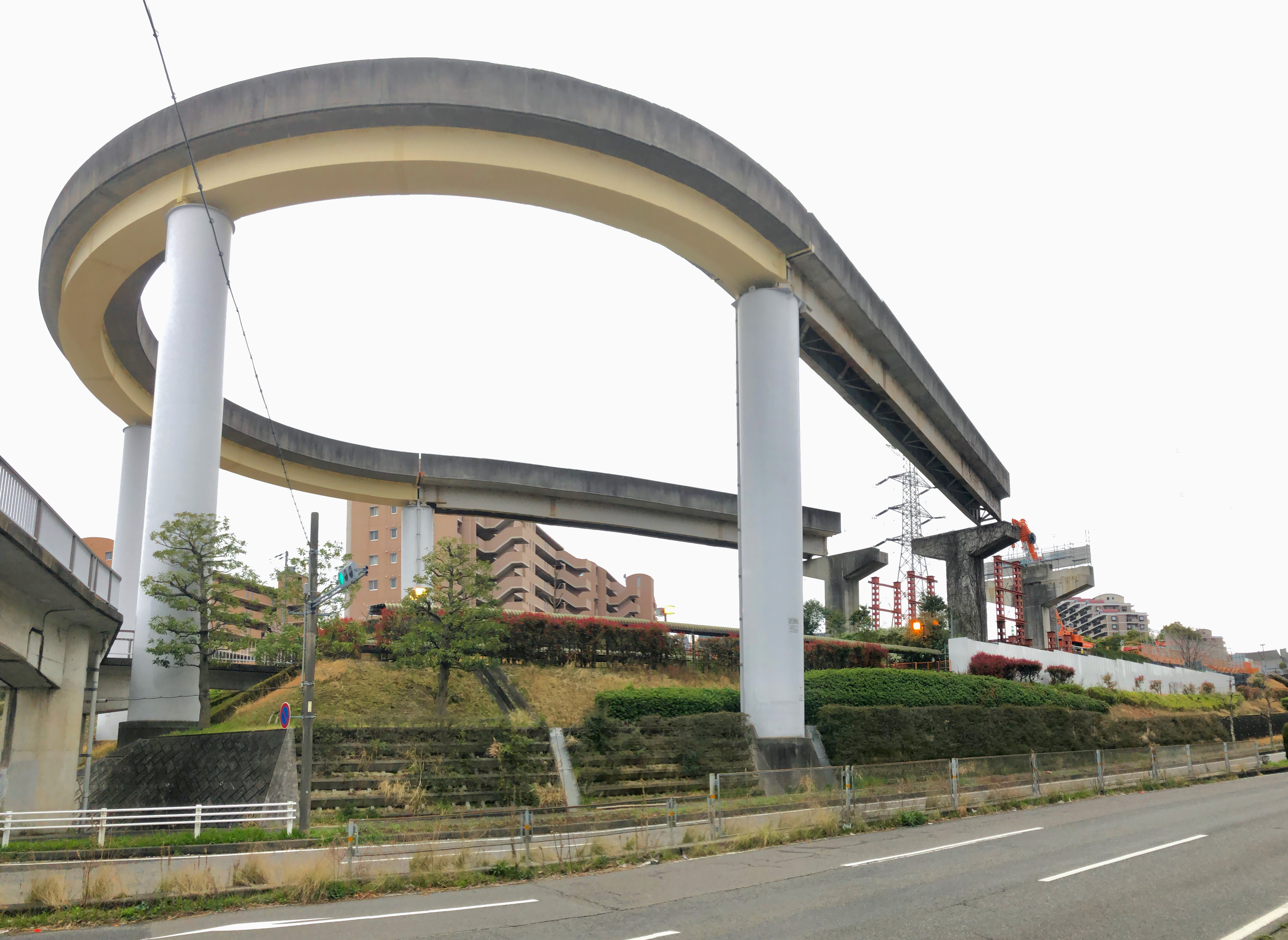
Abbruch der Wendeschleife bei Tōkadai-higashi (April 2022)

Von Anfang an blieb die Zahl der Fahrgäste weit hinter den Erwartungen zurück, im Durchschnitt etwa 2000 täglich. Dafür verantwortlich war insbesondere die schlechte Erreichbarkeit des Stadtzentrums von Nagoya. Die Meitetsu Komaki-Linie führte damals nur bis zum Bahnhof Kami-Iida am nördlichen Stadtrand. Anschließend war eine Busfahrt oder ein Fußmarsch erforderlich, um zum 800 Meter entfernten U-Bahnhof Heian-dōri zu gelangen. Wer weiter ins Hauptgeschäftsviertel Meieki wollte, musste ein weiteres Mal umsteigen. Aus diesem Grund zogen es viele in der Tōkadai New Town wohnende Berufspendler vor, von Kōzōji aus einen direkten Zug zum Bahnhof Nagoya zu nehmen oder das Privatauto zu nutzen. Der Lückenschluss zwischen Kami-Iida und Heian-dōri im Jahr 2003 sorgte zwar für einen Anstieg der Fahrgastzahlen um rund ein Drittel, kam aber viel zu spät, um das Blatt wenden zu können. Angesichts der sich stetig verschlechternden finanziellen Situation der Betriebsgesellschaft und der sich abzeichnenden Notwendigkeit, die Anlagen zu erneuern, war das drohende Ende des Peachliners nicht mehr abzuwenden.
Eine 2004/05 von der Universität Gifu durchgeführte Studie kam zum Schluss, dass die weitere Aufrechterhaltung des Betriebs nicht mehr zu rechtfertigen sei und keine Aussicht auf eine Verbesserung der Situation bestünde. Am 28. März 2006 erklärten der Gouverneur der Präfektur Aichi und der Bürgermeister von Komaki, dass sie keine andere Wahl hätten, als die Unterstützung durch die öffentliche Hand einzustellen. Einen Monat später beschloss eine außerordentliche Aktionärsversammlung die Stilllegung des Peachliners. Nachdem das MLIT die entsprechende Genehmigung erteilt hatte, war der letzte Betriebstag am 30. September 2006. Jahrelang blieben sämtliche Anlagen ungenutzt stehen und waren zunehmend der Witterung ausgesetzt. Erst im April 2022 begannen die Abbrucharbeiten an der östlichen Wendeschleife.

## Unternehmen

Peachliner-Logo

Betreiberin der Bahn war die Aktiengesellschaft Tōkadai Shin-Kōtsū (jap. 桃花台新交通株式会社, Tōkadai Shin-Kōtsū kabushiki-gaisha), auf Englisch Tōkadai New Transit Co., Ltd. genannt, die am 3. Dezember 1979 mit einem Aktienkapital von 760 Millionen Yen gegründet wurde (später auf 3 Milliarden Yen erhöht). Größter Anteilseigner war die Präfektur Aichi, die mit 46 Prozent beteiligt war. Je zehn Prozent entfielen auf die Stadt Komaki und die regionale Bahngesellschaft Meitetsu, je fünf Prozent hielten der Energieversorger Chūbu Denryoku, die Mitsubishi-Bank und die Shinsei Bank; den Rest teilten sich verschiedene weitere Unternehmen auf. Im Juli 2007 eröffnete das Bezirksgericht Nagoya ein Insolvenzverfahren, das bis April 2009 dauerte.

## Fahrzeuge

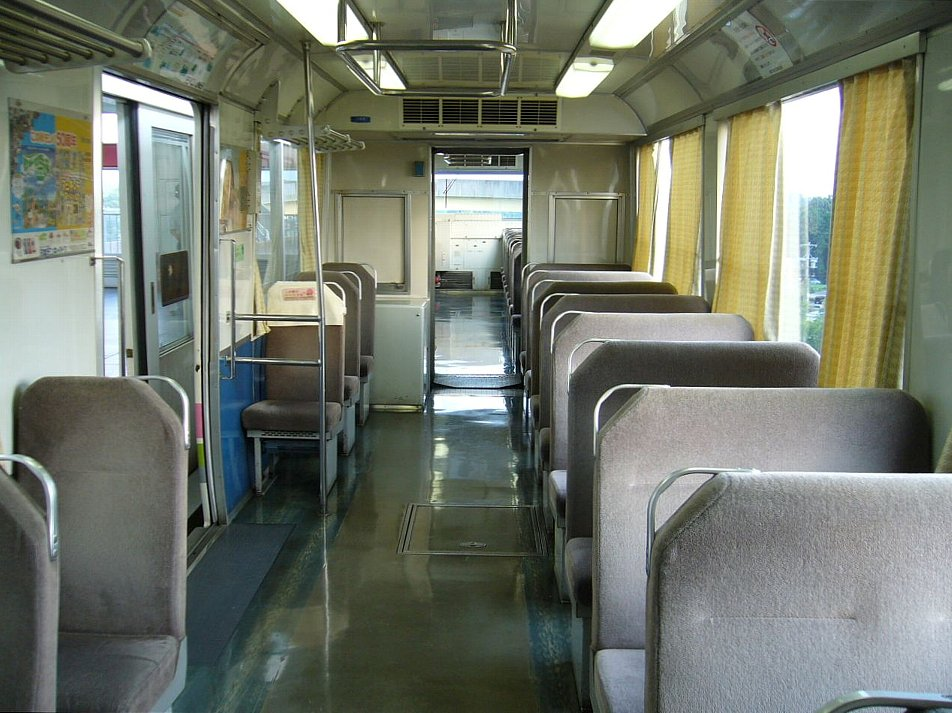
Innenansicht Peachliner-Wagen

Technisch gesehen war der Peachliner ein Peoplemover-System der Kategorie Automated Guideway Transit (AGT), genauer eine Leitschienenbahn, die mit gummibereiften Rädern auf einer Betonfahrbahn fuhr und in der Mitte der Fahrbahn über eine Führungsschiene verfügte. Sie gehörte zu dem von Nippon Sharyō und Mitsui gemeinsam entwickelten Typ VONA („Vehicle of new age“). Zum Einsatz kamen 20 Wagen der Baureihe 100, die zu fünf Vier-Wagen-Formationen mit einem Steuer-, zwei Mittel- und einem Endwagen verbunden waren. Ein Fahrer fuhr den Zug vom Steuerwagen aus, vom Endwagen aus konnten Ein- und Ausrückfahrten vom und zum Depot gesteuert werden. Die Länge eines Wagens betrug 8,30 m, die Breite 2,43 m und die Höhe 3,29 m. Der vordere Steuerwagen bot Platz für 43 Personen (20 Sitzplätze), die drei übrigen Wagen fassten je 50 Personen (24 Sitzplätze). Da alle Haltestellen einen Mittelbahnsteig hatten, gab es Türen nur auf der rechten Seite. Im Fahrgastbetrieb betrug die Höchstgeschwindigkeit 55 km/h.

## Liste der Haltestellen

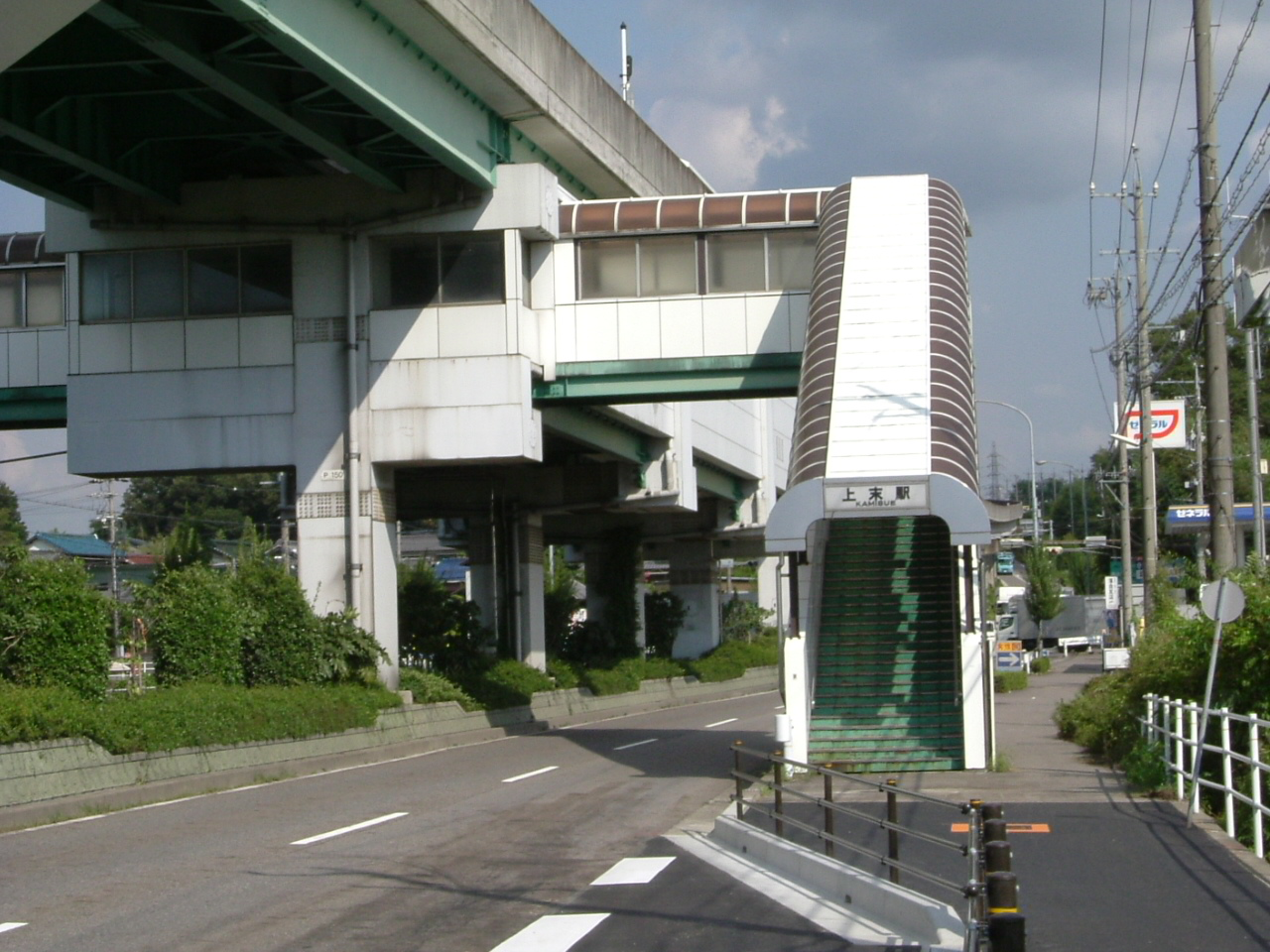
Haltestelle Kamisue

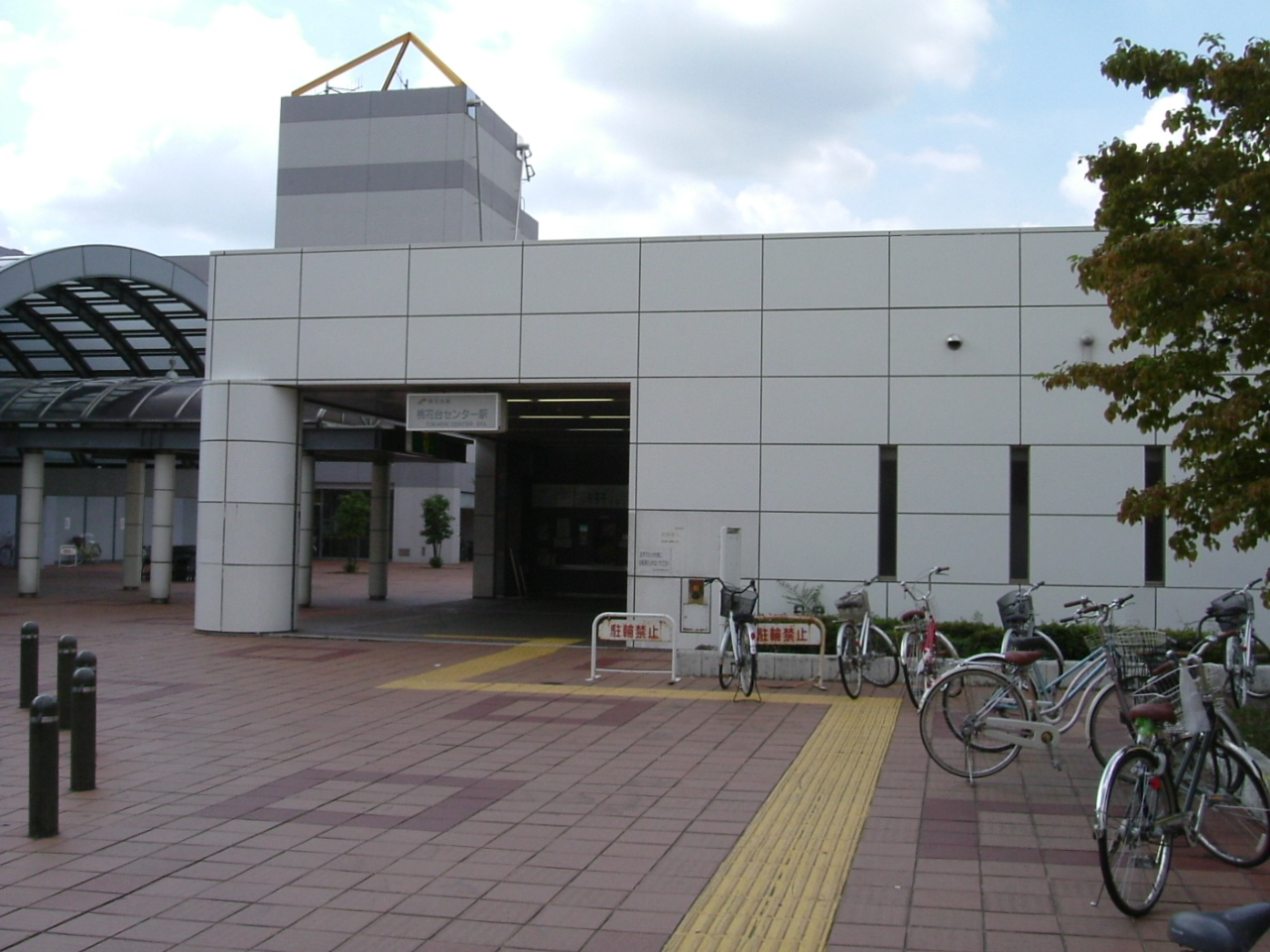
Zugang zur stillgelegten Haltestelle Tōkadai-higashi

| Name                            | km  | Anschlusslinien       | Lage   | Ort    |
| ------------------------------- | --- | --------------------- | ------ | ------ |
| Komaki (小牧)                   | 0,0 | Meitetsu Komaki-Linie | Koord. | Komaki |
| Komakihara (小牧原)             | 1,3 | Meitetsu Komaki-Linie | Koord. | Komaki |
| Higashi-Tanaka (東田中)         | 2,2 |                       | Koord. | Komaki |
| Kamisue (上末)                  | 3,7 |                       | Koord. | Komaki |
| Tōkadai-nishi (桃花台西)        | 5,5 |                       | Koord. | Komaki |
| Tōkadai Center (桃花台センター) | 6,5 |                       | Koord. | Komaki |
| Tōkadai-higashi (東田中)        | 7,4 |                       | Koord. | Komaki |